# Маттьє Удоль
Маттьє Удоль (фр. Matthieu Udol, нар. 20 березня 1996, Мец, Франція) — французький футболіст гваделупського походження, фланговий захисник клубу «Мец».

## Ігрова кар'єра
Маттьє Удоль є вихованцем клубу «Мец», де починав грати на юнацькому рівні. З 2013 року Удоль приєднався до другого складу команди, що виступає у Другому дивізіоні чемпіонату Франції. Та першу гру на професійному рівні футболіст провів у 2015 році у складі бельгійського клуба «Серен», куди вирушив на правах оренди.
Після закінчення сезону, влітку 2015 року футболіст повернувся до «Меца» та численні травми завадили йому одразу закріпитися в основі. Але починаючи з сезону 2019/20 Удоль все ж таки зарекомендував себе як постійний гравець основи команди. Разом з клубом футболіст вигравав турнір Ліги 2.
У листопаді 2021 року Удоль в черговий раз отримав розрив хрестоподібних зв'язок коліна.

## Приватне життя
Маттьє Удоль народився у Франції та має гваделупське коріння.